# Gliese 24
Gliese 24 is een drievoudige ster bestaande uit een subreus en twee rode dwergen, gelegen in het sterrenbeeld Phoenix op 145 lichtjaar van de Zon. De ster heeft een baansnelheid rond het galactisch centrum van 84,5 km/s.